# Діора Берд
Діо́ра Берд (англ. Diora Baird; 6 квітня, 1983, Маямі, Флорида, США) — американська акторка і колишня модель бренду Guess?. Знімалась в таких фільмах, як «Непрохані гості» (2005) та «Техаська різанина бензопилою: Початок» (2006).

## Життєпис
Берд народилася в Маямі, округ Маямі-Дейд, Флорида. Її мати також була моделлю. Вперше на сцену вона потрапила, коли мати записала її в акторський клас, щоби допомогти їй перебороти замкнутість. Пізніше вона стала віцепрезидентом шкільного акторського товариства. У 17 років переїхала в Лос-Анджелес в надії займатися акторською кар'єрою. Під час прослуховування для заробляння грошей працювала в компанії Gap, а також клоунесою на дитячих святах, провізоркою, офіціанткою та вчителькою дошкільнят, допоки не почала працювати в модельній індустрії, в основному у співпраці зі знаменитостями Gueess?. Кількість її виступів різко зросла після публікації фото на обкладинці номера журналу Playboy в серпні 2005 року. В неї підписаний контракт із модельним агентством Elite Model Management в Маямі.

## Фільмографія
- 2010 — Транзит / Transit … Аріель
- 2010 — Ніч демонів / Night of the Demons … Lily
- 2010 — Машина часу в джакузі / Hot tub time machine … wife Ricky
- 2010 — Чотири роки підряд / Four Years Running … Laurie Gregg
- 2010 — Порнозірка/ Pornstar … Odessa
- 2010 — 30 днів ночі: Темні часи / 30 Days of Night: Dark Days
- 2010 — Love Shack / Love Shack … LaCienega Torrez
- 2010 — Хай почнеться гра! / Let the Game Begin … Kate
- 2009–2010 — Преднамеренная случайность / Accidentally on Purpose … Andrea
- 2009 — Вихід / Quit … Danielle
- 2009 — Стен Хелсінг / Stan Helsing … Nadine
- 2008–2009 — Холостяк Гарі / Gary Unmarried … Redhead
- 2008 — Дівчина мого найкращого друга / My Best Friend's Girl … Rachel
- 2008 — South of Heaven / South of Heaven … Lily
- 2008 — Молодіжна лихоманка / Young People Fucking … Jamie
- 2007 — Brain Blockers / Brain Blockers … Suzi Klein
- 2007 — 73 дні із Сарою / Day 73 with Sarah … Foxy
- 2006–2007 — Щасливчик Сем / Loop, The … Cara
- 2006–2008 — Особливий день / Big Day … Kristin
- 2006–2008 — Акула / Shark … Nina Lange
- 2006 — Техаська різанина бензопилою: Початок / Texas Chainsaw Massacre: The Beginning, The … Bailey
- 2006 — Нас прийняли! / Accepted … Kiki
- 2006 — П'ятдесят таблеток / Fifty Pills … Тіффані
- 2006 — Мальчишник в Лас-Вегасе / Bachelor Party Vegas … Penelope
- 2006 — Кохання в стилі сальса / Hot Tamale … Tuesday Blackwell
- 2005 — If Love Be Blind / If Love Be Blind … Isabel
- 2005 — Fiasco / Fiasco … Tiffy
- 2005 — Непрохані гості / Wedding Crashers … Vivian
- 2005 — Перший поцілунок / First Kiss … Billie
- 2005–2009 — Робоцип / Robot Chicken … Fantasia
- 2004 — Deep Down in Florida / Deep Down in Florida … Maren
- 2003–2009 — Два з половиною чоловіки / Two and a Half Men … Wanda
- 2003–2009 — Джиммі Кіммел наживо! / Jimmy Kimmel Live! … self
- 1995–2004 — Drew Carey Show / Drew Carey Show, The … Valerie